# Epinephelus coeruleopunctatus
Epinephelus coeruleopunctatus е вид бодлоперка от семейство Serranidae. Видът не е застрашен от изчезване.

## Разпространение и местообитание
Разпространен е в Австралия, Бахрейн, Британска индоокеанска територия, Вануату, Йемен, Индия, Индонезия, Иран, Камбоджа, Катар, Кения, Кирибати, Китай, Коморски острови, Кувейт, Мавриций, Мадагаскар, Майот, Малайзия, Малдиви, Маршалови острови, Мианмар, Микронезия, Мозамбик, Науру, Нова Каледония, Обединени арабски емирства, Оман, Палау, Папуа Нова Гвинея, Провинции в КНР, Реюнион, Саудитска Арабия, Сейшели, Соломонови острови, Сомалия, Тайван, Тайланд, Танзания, Тувалу, Фиджи, Филипини, Шри Ланка, Южна Африка и Япония.
Обитава океани, морета, заливи, лагуни и рифове. Среща се на дълбочина от 0,4 до 6 m, при температура на водата от 27,1 до 29,3 °C и соленост 34,3 – 35 ‰.

## Описание
На дължина достигат до 76 cm.